# Stephanie Novacek
Stephanie Novacek (Iowa City, 31 agosto 1970) è un mezzosoprano statunitense, che è apparsa in molti teatri d'opera del mondo. Interprete regolare alla Houston Grand Opera e Opera Atelier, la Novacek è particolarmente nota per le sue interpretazioni in opere contemporanee e in opere sconosciute, in particolare barocche, al di fuori del repertorio Standard. Opera News ha descritto la sua voce come un "flusso ricco e senza soluzione di continuità di seta solida" e un'attrice "con sempre una forte presenza sul palcoscenico"..

## Biografia

### Primi anni e formazione
La Novacek ha studiato canto all'Università dell'Illinois - Urbana-Champaign (M. Mus. 1995) ed ha iniziato la sua carriera nel 1996 come membro dei Young Artist Programs alla Santa Fe Opera nel Nuovo Messico ed alla Houston Grand Opera (HGO) in Texas. Ha fatto il suo debutto operistico professionale quell'anno come The Page of Herodias in Salomé di Richard Strauss con l'HGO e da allora la sua carriera è stata in gran parte basata su quella compagnia. Con la Santa Fe Opera è apparsa in produzioni di La carriera di un libertino di Stravinskij, Madama Butterfly di Puccini e la prima mondiale di Emmeline di Tobias Picker come membro del coro durante l'estate del 1996.

### Carriera
Con la HGO la Novacek ha creato i ruoli di Maria Callas in Jackie O di Michael Daugherty nel 1997 e Jo March in Little Women di Mark Adamo nel 1998. Il suo ruolo in quest'ultima ricevette elogi particolari dal critico Matthew Gurewitsch del New York Times che affermò: "Con la rappresentazione di Stephanie di Jo March, l'eroina del signor Adamo, è nata una star". Novacek appare in registrazioni su CD di entrambe le opere e la sua interpretazione di Jo March è stata registrata su DVD e trasmessa su Great Performances della PBS nel 2001. Molti altri suoi ruoli con l'HGO includono Hänsel in Hänsel und Gretel di Humperdinck, la Messaggera in L'Orfeo di Monteverdi, Marcellina in Le nozze di Figaro di Mozart, Siebel nel Faust di Gounod, Maddalena nel Rigoletto di Verdi, Olga nell'Eugenio Onegin di Čajkovskij, Suzuki nella Madama Butterfly di Puccini e il ruolo principale nella Carmen di Bizet, tra gli altri.

### Collaborazioni
Ha anche fatto apparizioni con molte altre importanti compagnie d'opera e gruppi. Ha cantato sia Dido and the Sorceress in Dido and Æneas di Henry Purcell con il Mark Morris Dance Group alla Brooklyn Academy of Music nel 1998. Nello stesso anno ha debuttato in Europa all'Opernhaus Zürich cantando Il paggio di Erodiade. Nel 1999 ha debuttato alla Washington National Opera nel ruolo di Enrichetta ne I puritani di Vincenzo Bellini ed i ruoli di Baba il Turco ne La carriera di un libertino di Stravinskij e della Terza Dama ne Il flauto magico di Mozart con la Wolf Trap Opera Company. Nel 2000 ha debuttato con l'Opera Philadelphia e la Cincinnati Opera nel ruolo de Il paggio di Erodiade in Salomè di Richard Strauss ed ha interpretato Dinah in Trouble in Tahiti di Leonard Bernstein in una versione cinematografica realizzata dalla BBC Cymru Wales. Nel 2001 ha debuttato con la Canadian Opera Company nel ruolo di Ottavia ne L'incoronazione di Poppea, ruolo che interpretò anche con la HGO quell'anno.
Nel 2004 ha cantato il ruolo di Anner in The Mother of Us All di Virgil Thomson al suo debutto con la San Francisco Opera e ha debuttato al Grand Théâtre de Genève come Alyeya in Da una casa di morti di Leoš Janáček. Nello stesso anno ha interpretato e registrato il ruolo di Cassiope in Persée di Jean-Baptiste Lully con Opera Atelier sia su CD in DVD ed ha cantato il ruolo di Madame nella prima statunitense di The Maids di Peter Bengston con la Cincinnati Opera. Nel 2005 ha cantato il ruolo di Suzuki in Madama Butterfly di Puccini al suo debutto alla Royal Opera House, Covent Garden e il ruolo principale in Armide di Lully con Opera Atelier.
Nel 2006 è apparsa in un recital alla Carnegie Hall con i compositori Ricky Ian Gordon e Jake Heggie che hanno suonato le proprie opere al pianoforte mentre lei cantava. Nello stesso anno ha cantato il ruolo di Laura in The Stone Guest di Aleksandr Dargomyžskij con l'American Symphony Orchestra sotto la direzione di Leon Botstein alla David Geffen Hall, ha interpretato il ruolo di Maddalena con la Madison Opera, Messaggera nell'Orfeo di Monteverdi con Opera Atelier e ha cantato il ruolo di Annina ne Il cavaliere della rosa di Richard Strauss al suo debutto con l'Opera di Chicago. Nel 2007 è tornata all'Opera Atelier per interpretare il ruolo di Penelope ne Il ritorno d'Ulisse in patria di Claudio Monteverdi. Nel 2008 ha cantato il ruolo di Marcellina ne Le nozze di Figaro di Mozart con l'Atlanta Opera.

## Onorificenze
Vincitrice di numerosi riconoscimenti, la Novacek ha ricevuto un Richard F. Gold Career Grant nel 1997 dalla Fondazione Shoshana, un Sullivan Foundation Grant nel 1999 e nel 2000 un Richard Tucker Career Grant. Nel 2001 fu scelta come rappresentante dell'America al prestigioso concorso BBC Cardiff Singer of the World. È stata nominata per un Premio Dora Mavor Moore nel 2002 per la sua interpretazione del ruolo principale in Medea di Marc-Antoine Charpentier con Opera Atelier.